# Marian Málek
Marian Málek (* 6. April 1975 in Ústí nad Orlicí, Okres Ústí nad Orlicí, Tschechoslowakei) ist ein ehemaliger tschechischer Biathlet.
Marian Málek lebt und trainierte in Jablonec nad Nisou und startete für den örtlichen Verein SKP Jablonex Jablonec nad Nisou. Der Polizei-Ausbilder begann 1986 mit dem Biathlonsport. Sein erstes Rennen im Biathlon-Weltcup bestritt der Tscheche zum Auftakt der Saison 1995/96 in Östersund und wurde 108. des Einzels. Auf der nächsten Weltcupstation am Holmenkollen in Oslo erreichte er mit Rang 93 im Einzel eine erste zweistellige Platzierung. Es dauerte bis zum ersten Einzel der Saison 1998/99 in Hochfilzen, dass Málek als 25. seinen ersten Punkt im Weltcup gewann. Höhepunkt der Saison wurden die Biathlon-Weltmeisterschaften 1999 in Kontiolahti, bei denen der Tscheche in zwei Rennen zum Einsatz kam. Im Sprint qualifizierte er sich als 48. für das Verfolgungsrennen, das er als 49. beendete. In der folgenden Saison kam er an der Seite von Ivan Masařík, Roman Dostál und Zdeněk Vítek in einem Staffelrennen in Oberhof auf den dritten Platz und erreichte damit seine einzige Podiumsplatzierung im Weltcup. Internationale Meisterschaft dieser Saison wurden die Biathlon-Europameisterschaften 2001 in Haute-Maurienne. Im Einzel lief er auf den 18. Platz, beendete sein Sprintrennen aber nach jeweils vier Fehler im Stehend- und Liegendschießen nicht. Im Staffelrennen wurde er mit Jiří Holubec, Petr Graclík und David Kristejn Elfter. Danach wurden die Einsätze auf höchster Ebene seltener. 2002 bestritt er in Antholz sein letztes Weltcup-Rennen. In Gurnigel konnte er zudem in einem Europacupsprint hinter Jože Poklukar den zweiten Platz belegen und sein zweitbestes Resultat in der zweithöchsten Rennserie erreichen. Er arbeitet mittlerweile für den tschechischen Biathlonverband.

## Biathlon-Weltcup-Platzierungen
Die Tabelle zeigt alle Platzierungen (je nach Austragungsjahr einschließlich Olympische Spiele und Weltmeisterschaften).
- 1.–3. Platz: Anzahl der Podiumsplatzierungen
- Top 10: Anzahl der Platzierungen unter den ersten zehn (einschließlich Podium)
- Punkteränge: Anzahl der Platzierungen innerhalb der Punkteränge (einschließlich Podium und Top 10)
- Starts: Anzahl gelaufener Rennen in der jeweiligen Disziplin

| Platzierung | Einzel | Sprint | Verfolgung | Massenstart | Staffel | Gesamt |
| ----------- | ------ | ------ | ---------- | ----------- | ------- | ------ |
| 1. Platz    |        |        |            |             |         |        |
| 2. Platz    |        |        |            |             |         |        |
| 3. Platz    |        |        |            |             | 1       | 1      |
| Top 10      |        |        |            |             | 2       | 2      |
| Punkteränge | 1      |        |            |             | 4       | 5      |
| Starts      | 10     | 17     | 3          | 1           | 4       | 35     |